# Bíblia dos Jerónimos

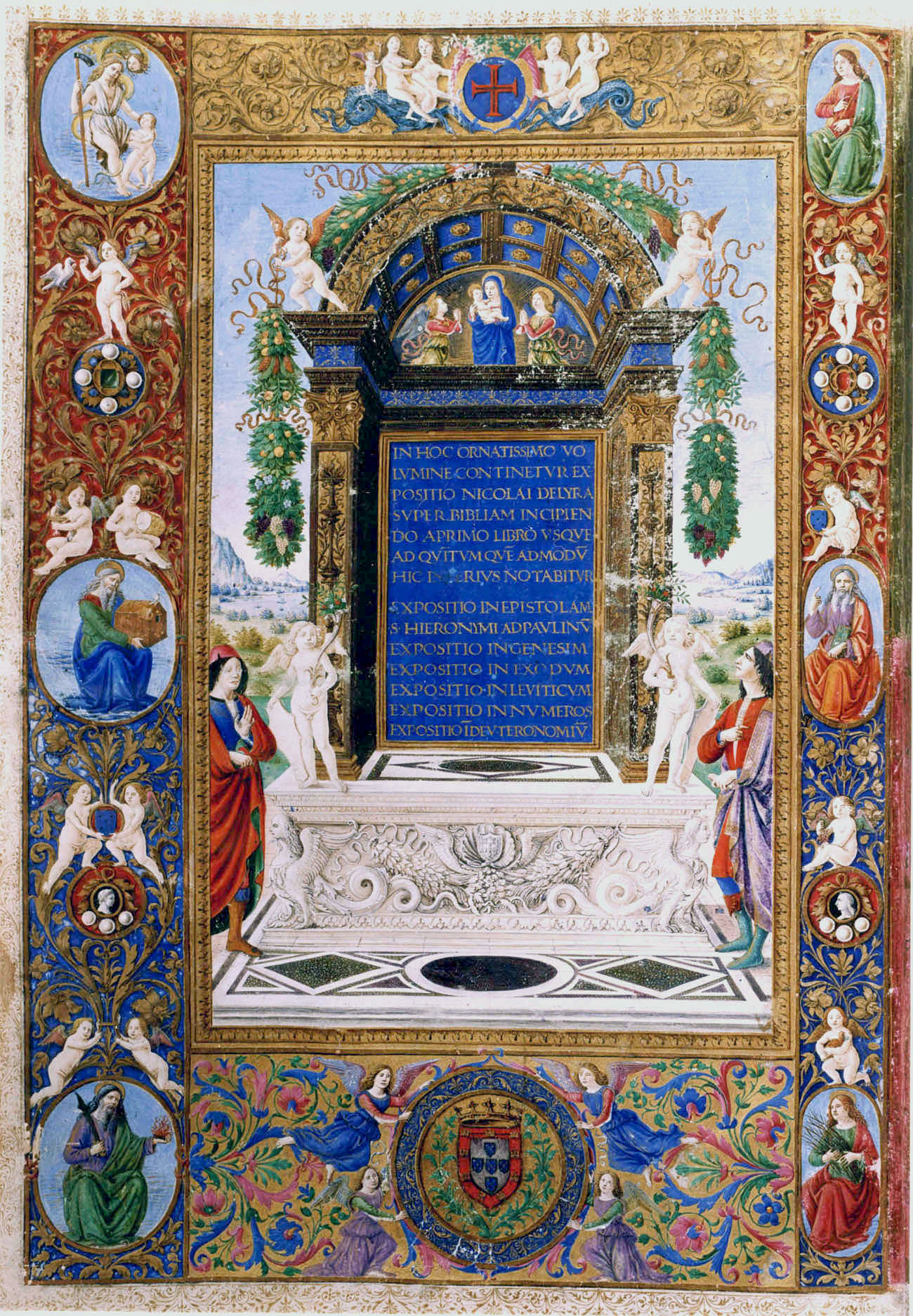
Bíblia dos Jerónimos, frontispício do Vol. I

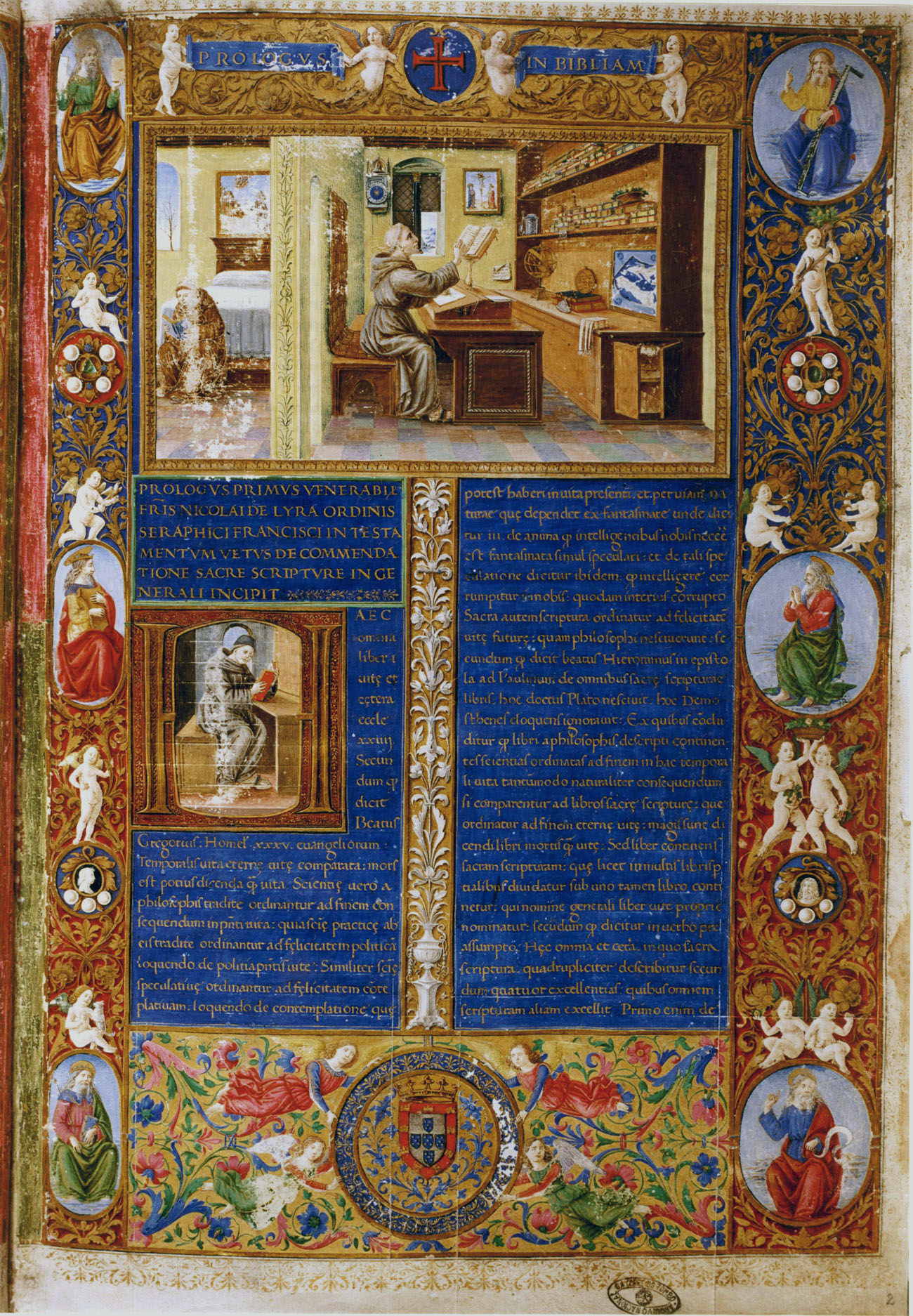
Frontispício do Vol. I - painel com Nicolau de Lira na cátedra

A chamada Bíblia dos Jerónimos é uma Bíblia manuscrita em sete volumes, produzida na última década do século XV em Florença para o futuro rei D. Manuel I de Portugal. Decorada com iluminuras de extremo luxo e requinte, a sua qualidade ímpar tem levado especialistas a tecer os mais altos elogios a esta Bíblia, considerando-a um dos mais ricos exemplares alguma vez saídos das oficinas de iluminação florentinas do Renascimento. Foi legada pelo monarca em testamento ao Mosteiro dos Jerónimos, em Lisboa, onde permaneceu até o século XIX. É hoje guardada no arquivo nacional da Torre do Tombo, na capital portuguesa.

## História

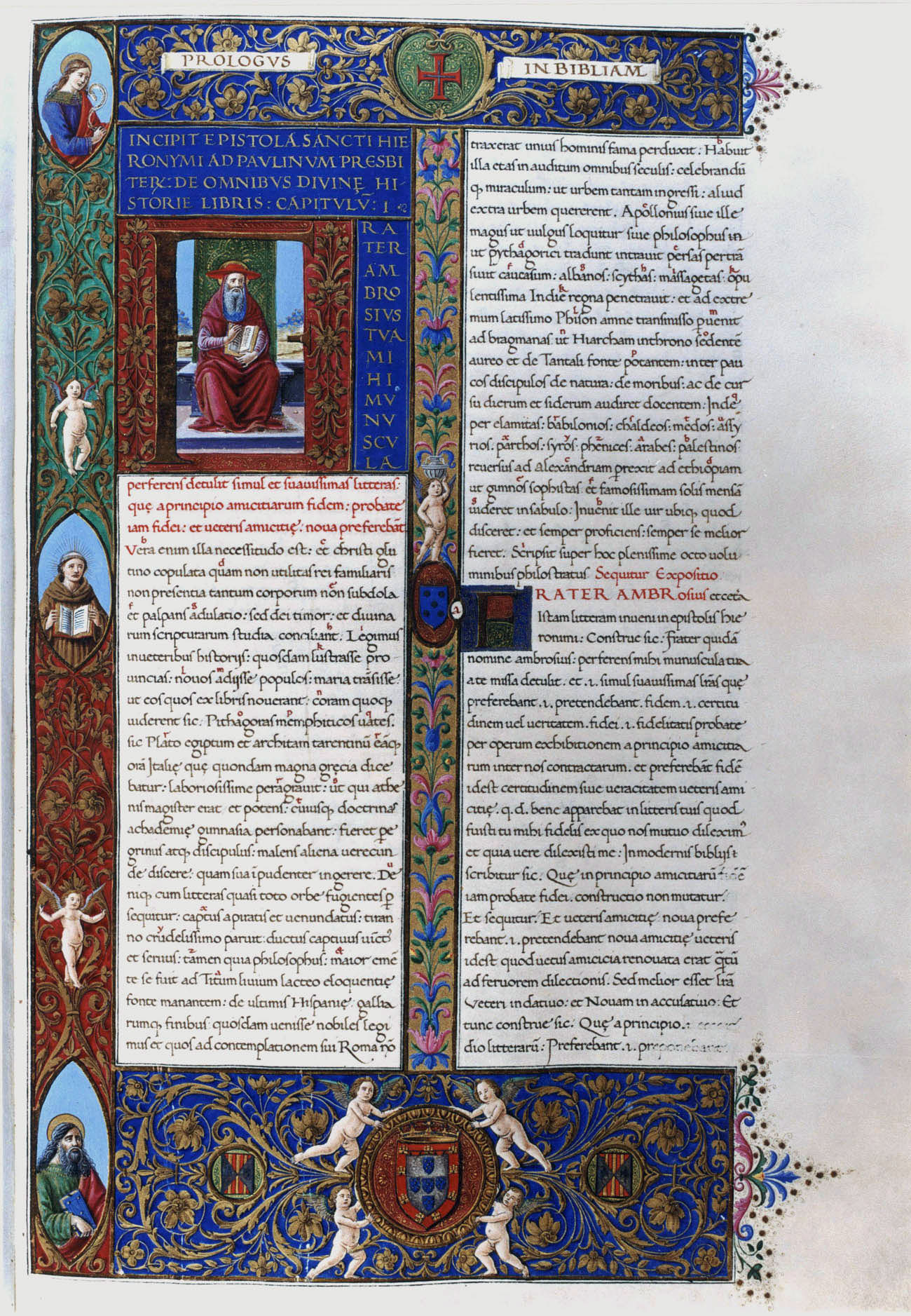
Prólogo do Vol. I - Incipit da Epístola de São Jerónimo a Paulino presbítero

A obra foi produzida pela oficina de Attavante degli Attavanti, auxiliado pelos irmãos Gherardo e Monte del Fora, por encomenda do mercador florentino Clemente Sernigi, para ser oferecida ao príncipe herdeiro D. Manuel, então ainda Duque de Beja. O contrato para a execução da obra foi firmado entre o encomendante e Attavante em 23 de abril de 1494. D. Manuel subiria ao trono no ano seguinte.
Discute-se quem era a Bíblia uma oferta. Teria sido da comunidade de mercadores florentinos em Lisboa? Ou teria Clemente Sernigi sido apenas um intermediário? A obra inclui um oitavo volume adicional contendo as Sentenças de Pedro Lombardo. Aqui podem ser vistas as armas da rainha D. Leonor, mulher de D. João II (1481-1495) e irmã de D. Manuel I. Infelizmente não sabemos hoje se terá sido a rainha a responsável pela oferta ao irmão, ou se a encomenda se deveu aos mercadores italianos, ou ainda a alguma outra pessoa.
Aquando da primeira invasão francesa de Portugal em 1808 a obra foi confiscada por Junot e levada para Paris. Retornaria a Portugal apenas graças à intervenção do rei Luís XVIII, que fazendo jus ao tradicional título dos reis da França de majestade Cristianíssima comprou a magnífica Bíblia à viúva do marechal para que pudesse ser devolvida. A obra regressou a Portugal em 1815, pela mão do ministro dos Negócios Estrangeiros, D. Miguel Pereira Forjaz, 9.º Conde da Feira.
A Bíblia foi ameaçada novamente aquando das Guerras Liberais (1832-1834), cujo desfecho levaria à extinção das ordens religiosas em Portugal em 1834. O tesouro do Mosteiro dos Jerónimos – incluindo a Bíblia e o monumento histórico que é a Custódia de Belém – foi em parte salvo pela coragem de seu depositário Frei Diogo do Espírito Santo, que com risco de morte o fez guardar no Erário Público quando estava em andamento um plano de assalto ao mosteiro.
Do Erário ela passou para o Banco de Lisboa, e deste para a Casa da Moeda. Os seus oito volumes, intactos, foram finalmente depositados na Torre do Tombo em 1883, onde estão até hoje entre os mais preciosos bens ali guardados.

## Características

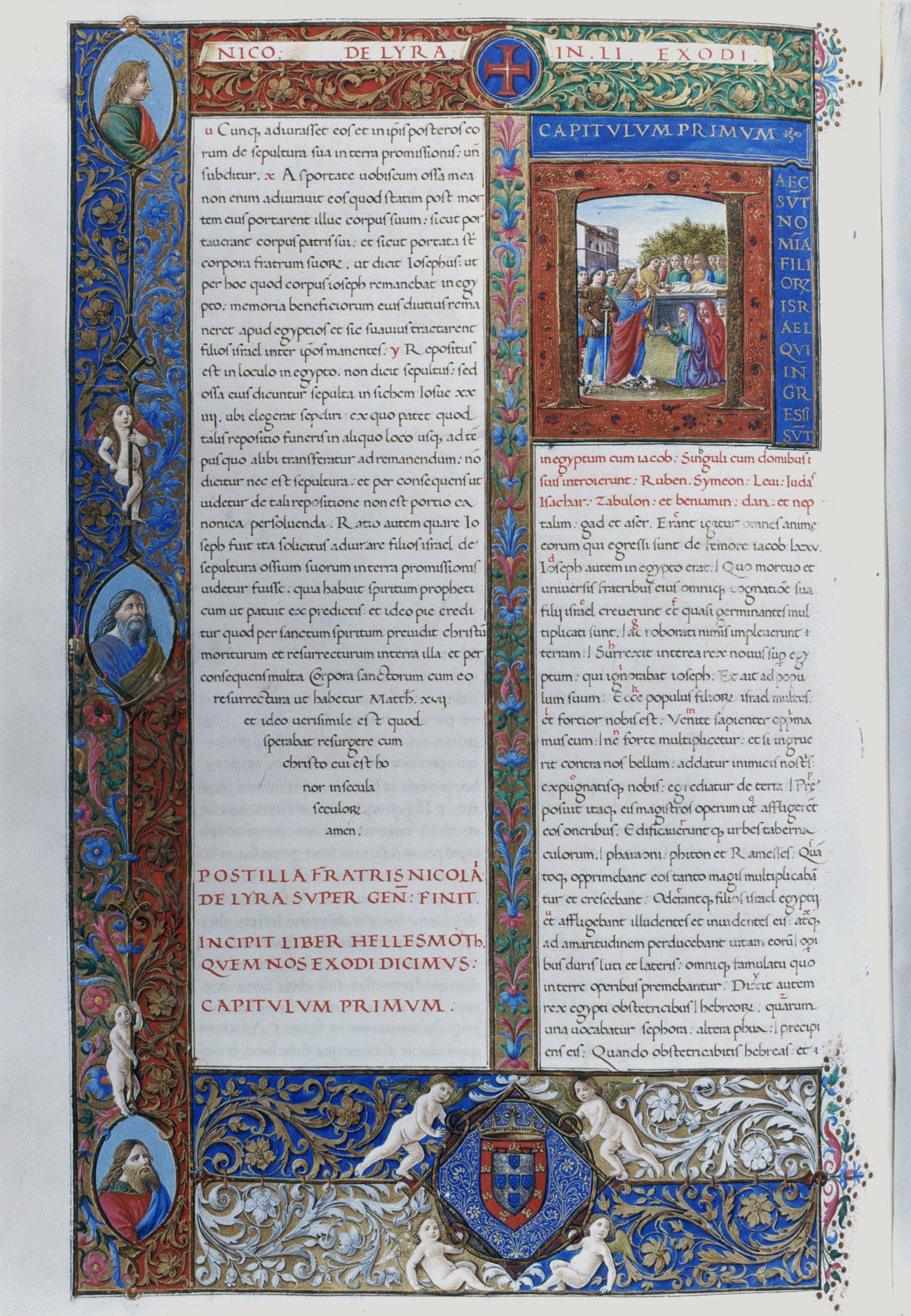
Vol. I - Incipit do Êxodo

A Bíblia dos Jerónimos encontra-se dividida em sete volumes de dimensões ligeiramente diferentes entre si. Para além de comentários de Nicolau de Lira, a obra inclui um volume adicional contendo as Sentenças de Pedro Lombardo. O texto está em latim, dividido em 2 colunas, com letra da Renascença italiana. As páginas são de velino da melhor qualidade. Originalmente estava encadernada com pesadas guarnições de prata, mas hoje sua capa é de marroquim.
O tema de alguns dos frontispícios da obra é a vida de São Jerónimo (ca. 347-420). O tema parece bem escolhido, por duas razões: em primeiro lugar, porque o santo teve uma enorme importância enquanto reformador dos textos Bíblicos, nomeadamente a sua edição da Vulgata, o texto oficial da Igreja Católica; e a Bíblia dos Jerónimos é certamente uma edição digna da Vulgata. Em segundo lugar, porque São Jerónimo iniciou as suas primeiras revisões dos textos Bíblicos por iniciativa do Papa Dâmaso I, papa de 362 a 384; São Dâmaso era tido como lusitano, tendo possivelmente nascido em Egitânia, na então província romana da Lusitânia. Assim, as imagens do duplo frontispício do penúltimo volume da obra, em que o Papa Dâmaso encarrega São Jerónimo de escrever a Vulgata, pode ser encarada como uma alusão à oferta da própria Bíblia dos Jerónimos ao rei D. Manuel I: ecce opera.
Diversos fólios dos vários volumes da obra encontram-se digitalizados pela Biblioteca Nacional de Portugal, que os disponibiliza online. A obra encontra-se ainda microfilmada na íntegra; ver as várias cotas na lista de conteúdos infra.

## Volume I

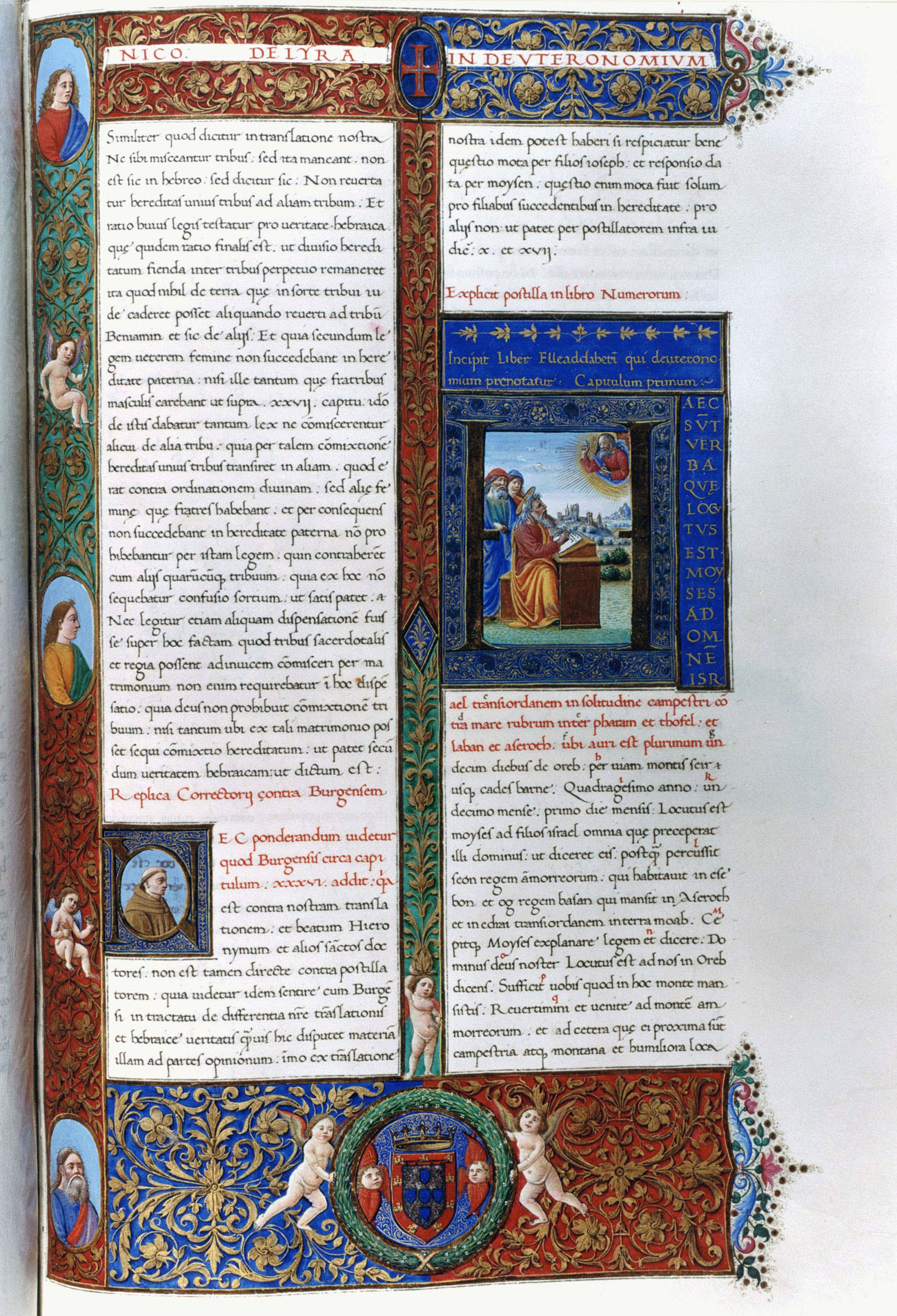
Página do Vol. I

### Data
1495

### Extensão e Dimensões
516 fólios, 408 x 283 mm

### Conteúdo
Duplo frontispício: painel com Nicolau de Lira na cátedra.
Escrito por Segismundi de Segismundis.
- Prólogo

O Pentateuco:
- Génesis
- Êxodo
- Números
- Levítico
- Deuteronómio

### Cota Actual
Ordem de São Jerónimo, Mosteiro de Santa Maria de Belém, liv. 67.
Cópia microfilmada. Portugal, Torre do Tombo, mf. 265.

## Volume II

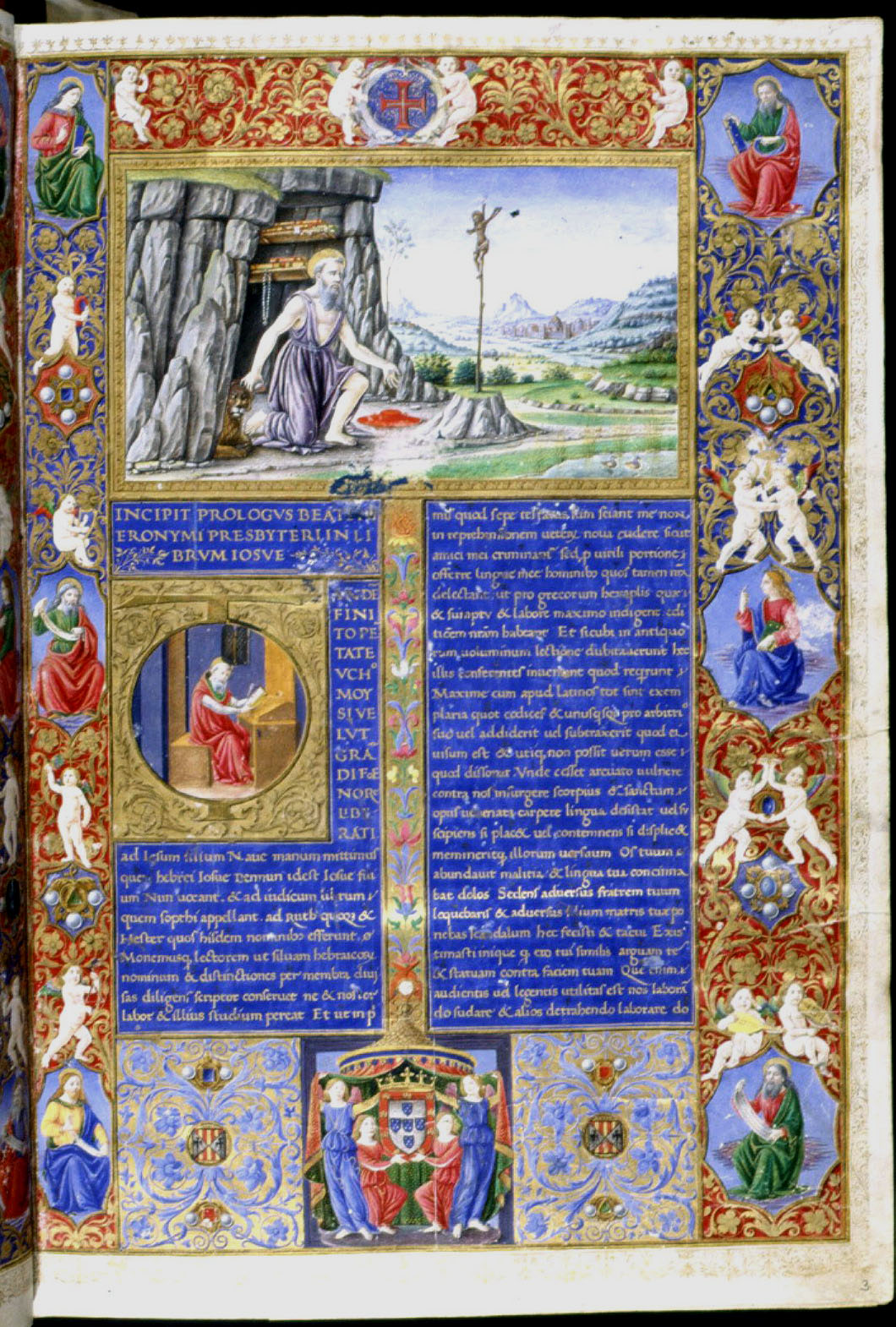
Frontispício do Vol. II - São Jerónimo na gruta

### Data
1495

### Extensão e Dimensões
398 fólios, 409 x 383mm

### Conteúdo
Duplo frontispício: painel com São Jerónimo na gruta.
Texto escrito por Alexander Verzanus.
Livros históricos:
- Josué
- Juízes
- Rute
- Samuel
- Reis I, II, III & IV
- Crónicas I & II

Livros proféticos:
- Malaquias I & II.

### Cota Actual
Ordem de São Jerónimo, Mosteiro de Santa Maria de Belém, liv. 68
Cópia microfilmada. Portugal, Torre do Tombo, mf. 795

## Volume III

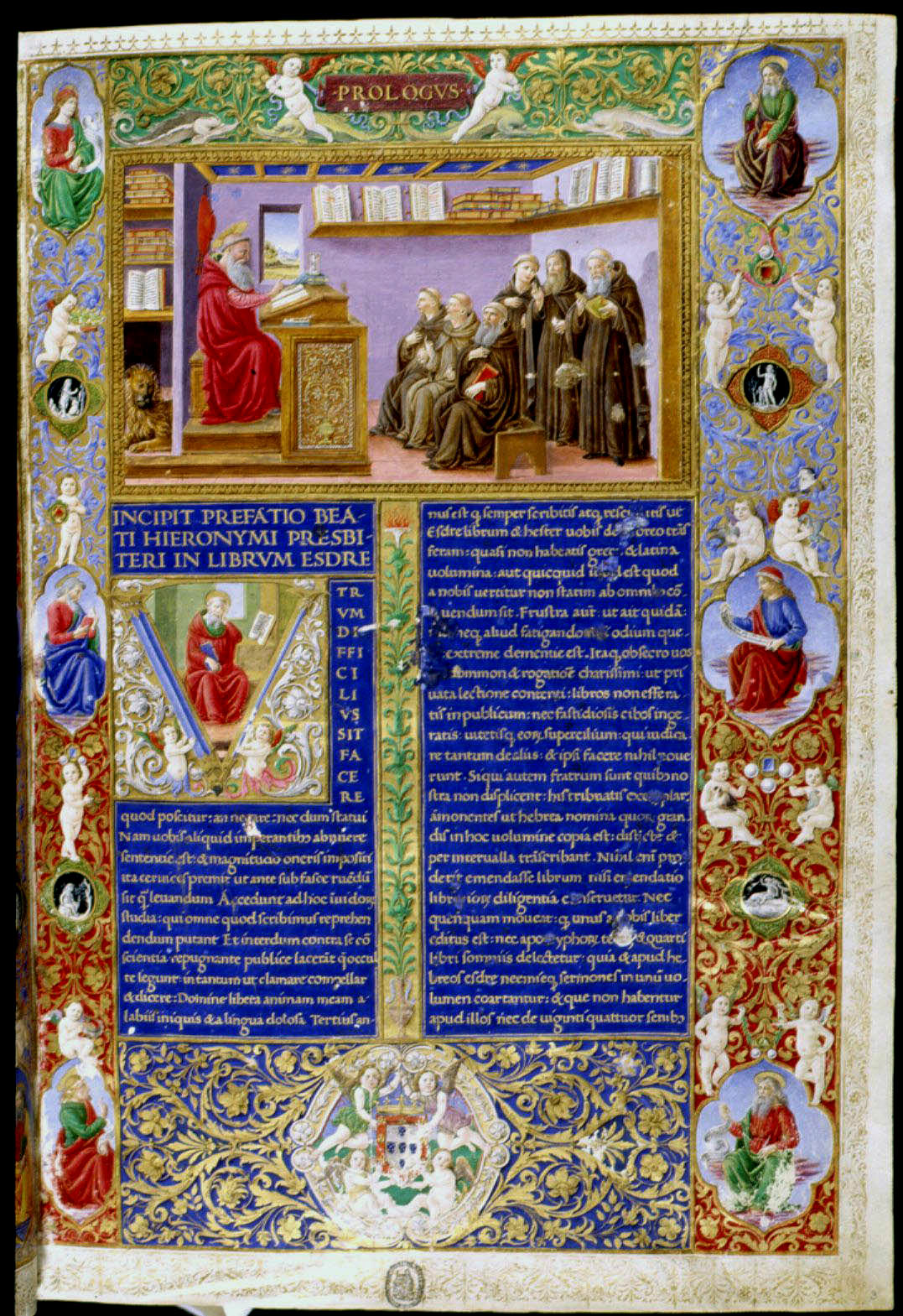
Frontispício do Vol. III - São Jerónimo na cátedra com um grupo de frades

### Data
1496

### Extensão e Dimensões
503 fólios, 401 x 278 mm

### Conteúdo
Duplo frontispício: painel de São Jerónimo na cátedra com um grupo de frades.
Texto escrito por Nicolau Mangona.
Livros históricos:
- Esdras I
- Neemias
- Esdras II
- Tobias
- Judite
- Ester

Livros sapienciais:
- Job

Salmos

### Cota Actual
Ordem de São Jerónimo, Mosteiro de Santa Maria de Belém, liv. 69
Cópia microfilmada. Portugal, Torre do Tombo, mf. 6134

## Volume IV

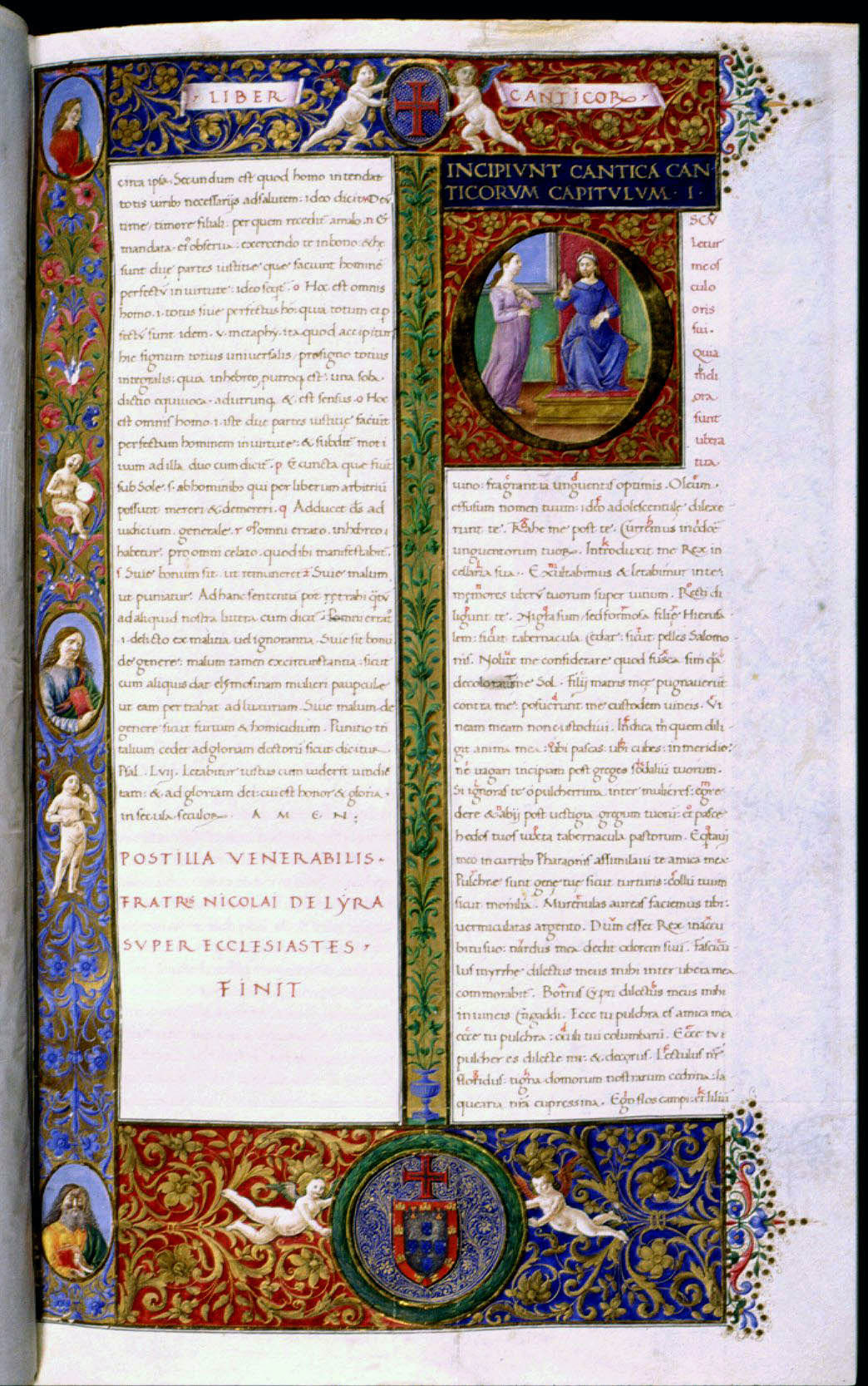
Vol. IV - Incipit do Cântico dos Cânticos

### Data
1497

### Extensão e Dimensões
498 fólios, 407 x 273 mm

### Conteúdo
Duplo frontispício: painel de São Jerónimo a escrever.
Texto escrito por Nicolau Mangona.
Livros sapienciais:
- Livro de Salomão
- Provérbios
- Eclesiastes
- Cântico dos Cânticos
- Sabedoria
- Eclesiástico

Livros proféticos:
- Isaías
- Jeremias
- Lamentações
- Baruc

### Cota Actual
Ordem de São Jerónimo, Mosteiro de Santa Maria de Belém, liv. 70
Cópia microfilmada. Portugal, Torre do Tombo, mf. 796

## Volume V

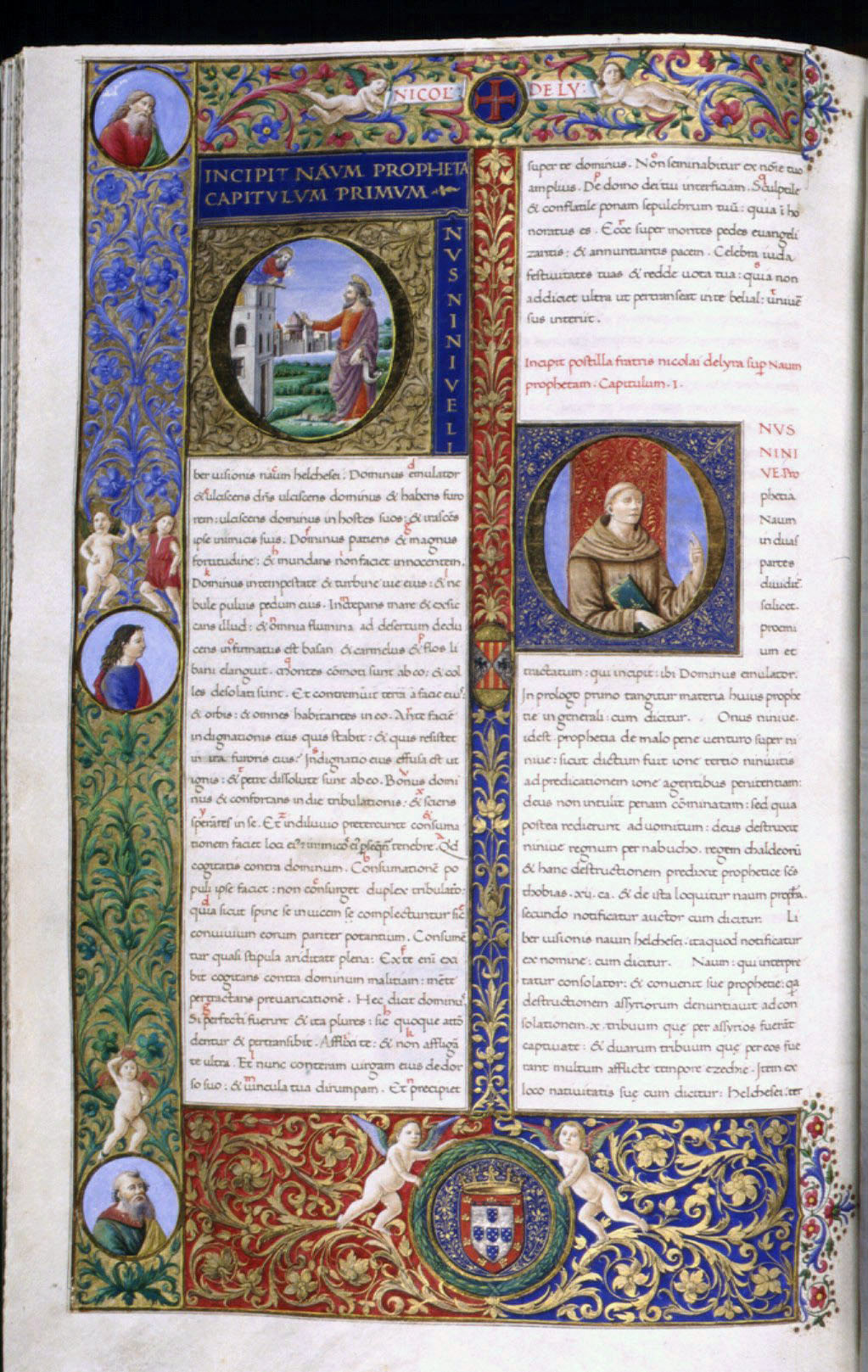
Vol. V - Incipit de Naum

### Data
1495

### Extensão e Dimensões
369 fólios, 402 x 272 mm

### Conteúdo
Duplo frontispício: painel de São Jerónimo no seu estúdio entre frades.
Na parte inferior: o escudo das armas de Portugal.
Livros dos profetas maiores:
- Ezequiel
- Daniel

Livros dos profetas menores:
- Oseias
- Joel
- Amós
- Obadias
- Jonas
- Miqueias
- Naum
- Habacuc
- Sofonias
- Ageu
- Zacarias
- Malaquias

Livro histórico:
- Macabeus I & II.

### Cota Actual
Ordem de São Jerónimo, Mosteiro de Santa Maria de Belém, liv. 71
Cópia microfilmada. Portugal, Torre do Tombo, mf. 6127

## Volume VI

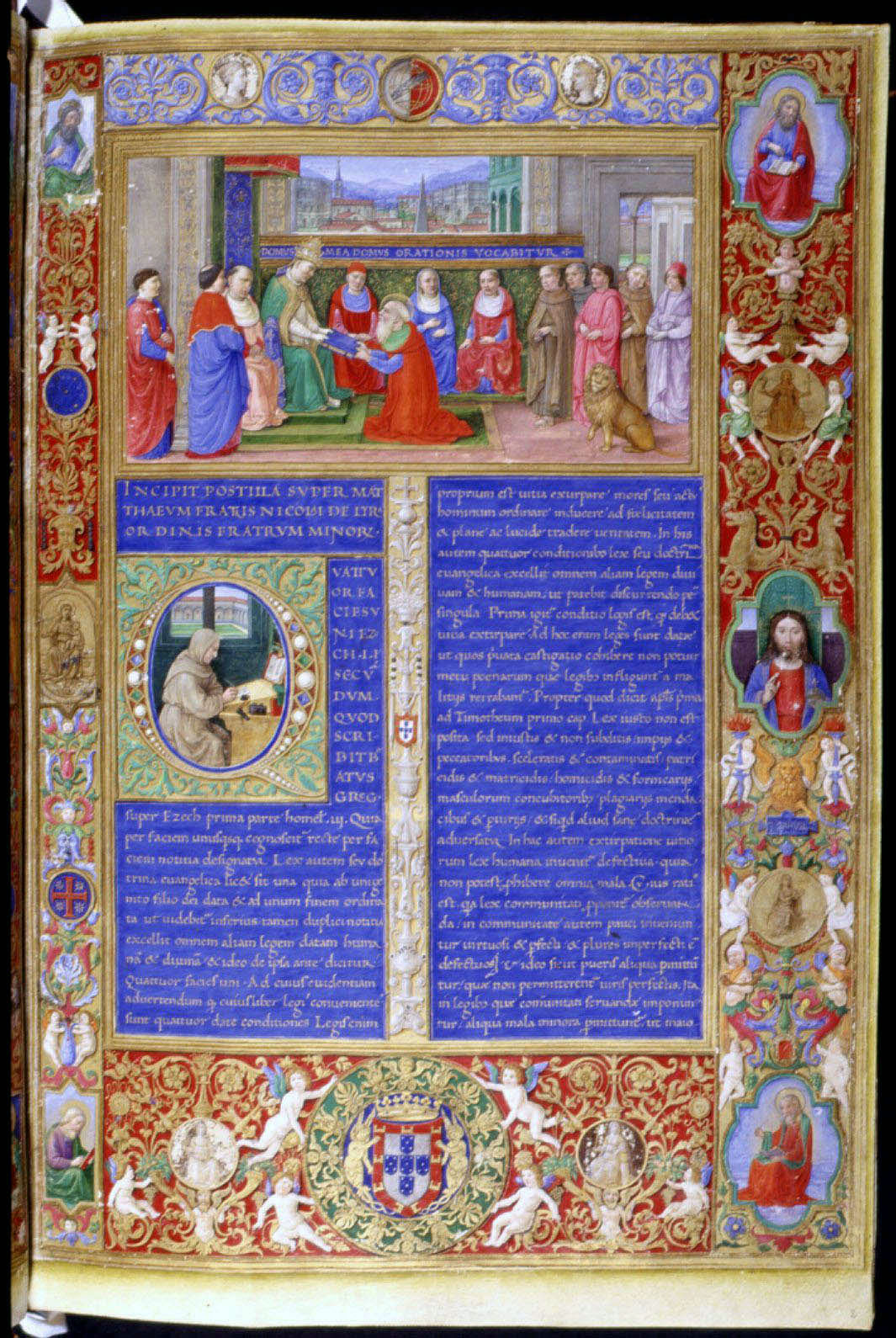
Frontispício do Vol. VI - o Papa Dâmaso I encarrega São Jerónimo de traduzir a Bíblia

### Data
1496

### Extensão e Dimensões
402 fólios, 408 x 275 mm

### Conteúdo
Duplo frontispício – esq.: painel de São Jerónimo com o Papa Dâmaso I; dir.: o Papa encarrega São Jerónimo de traduzir a Bíblia. Iluminuras dos irmãos Gherardo e Monte del Flora.
Os Evangelhos:
- Evangelho de Mateus
- Evangelho de Marcos
- Evangelho de Lucas
- Evangelho de João

Epístola:
- Epístola aos Romanos

### Cota Actual
Ordem de São Jerónimo, Mosteiro de Santa Maria de Belém, liv. 72
Cópia microfilmada. Portugal, Torre do Tombo, mf. 6264

## Volume VII

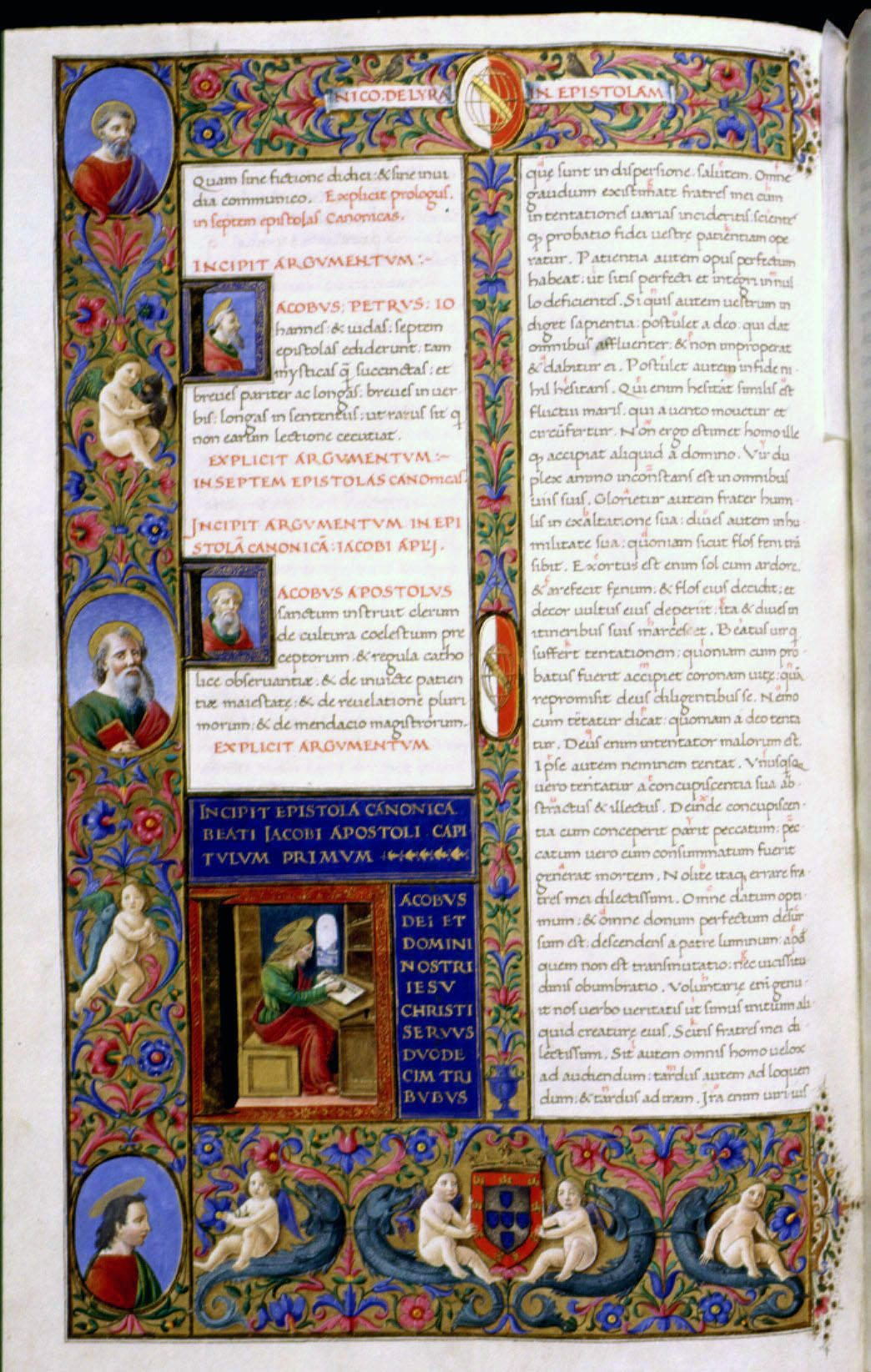
Vol. VII - Incipit da Epístola de Tiago

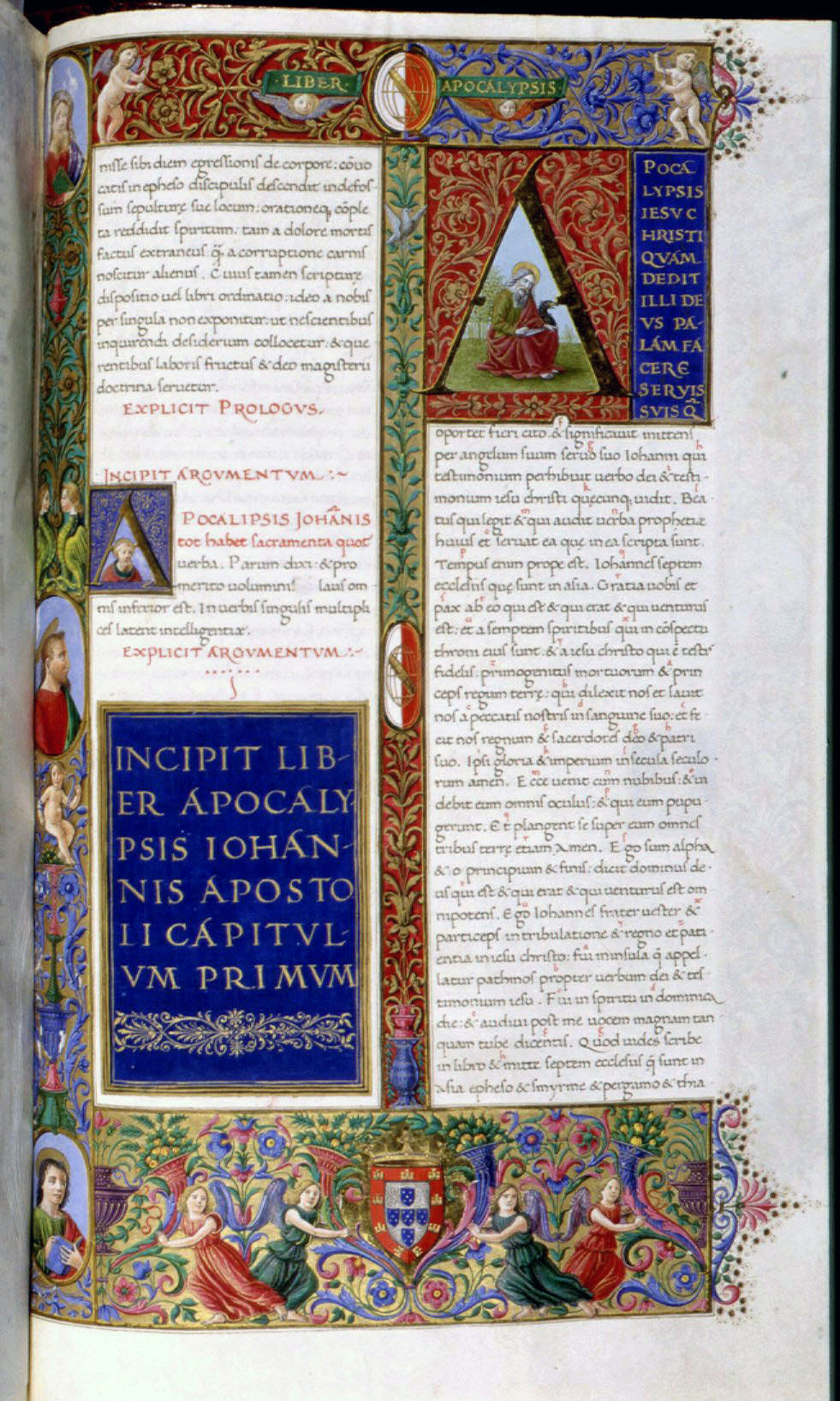
Vol. VII - Incipit do Livro do Apocalipse

### Data
1497

### Extensão e Dimensões
389 fólios, 410 x 278 mm

### Conteúdo
Duplo frontispício: painel de São Jerónimo na cátedra e um grupo de frades.
Iluminadores: Attavante, os irmãos Gherardo e Monte del Flora.
Epístolas de Paulo:
- Primeira Epístola aos Coríntios
- Segunda Epístola aos Coríntios
- Epístola aos Gálatas
- Epístola aos Efésios
- Epístola aos Filipenses
- Epístola aos Colossenses
- Primeira Epístola aos Tessalonicenses
- Segunda Epístola aos Tessalonicenses
- Segunda Epístola a Timóteo
- Primeira Epístola a Timóteo
- Epístola a Tito
- Epístola a Filémon

Epístola aos Hebreus
Os Actos dos Apóstolos
Epístolas Católicas:
- Epístola de Tiago
- Primeira Epístola de Pedro
- Segunda Epístola de Pedro
- Primeira Epístola de João
- Segunda Epístola de João
- Terceira Epístola de João
- Epístola de Judas

Profecia:
- O Apocalipse

Libelo de Nicolau de Lyra: «Quaestiones contra Hebreo»

### Cota Actual
Ordem de São Jerónimo, Mosteiro de Santa Maria de Belém, liv. 73
Cópia microfilmada. Portugal, Torre do Tombo, mf. 269

## Galeria

### Bíblia dos Jerónimos,Torre do Tombo,Lisboa

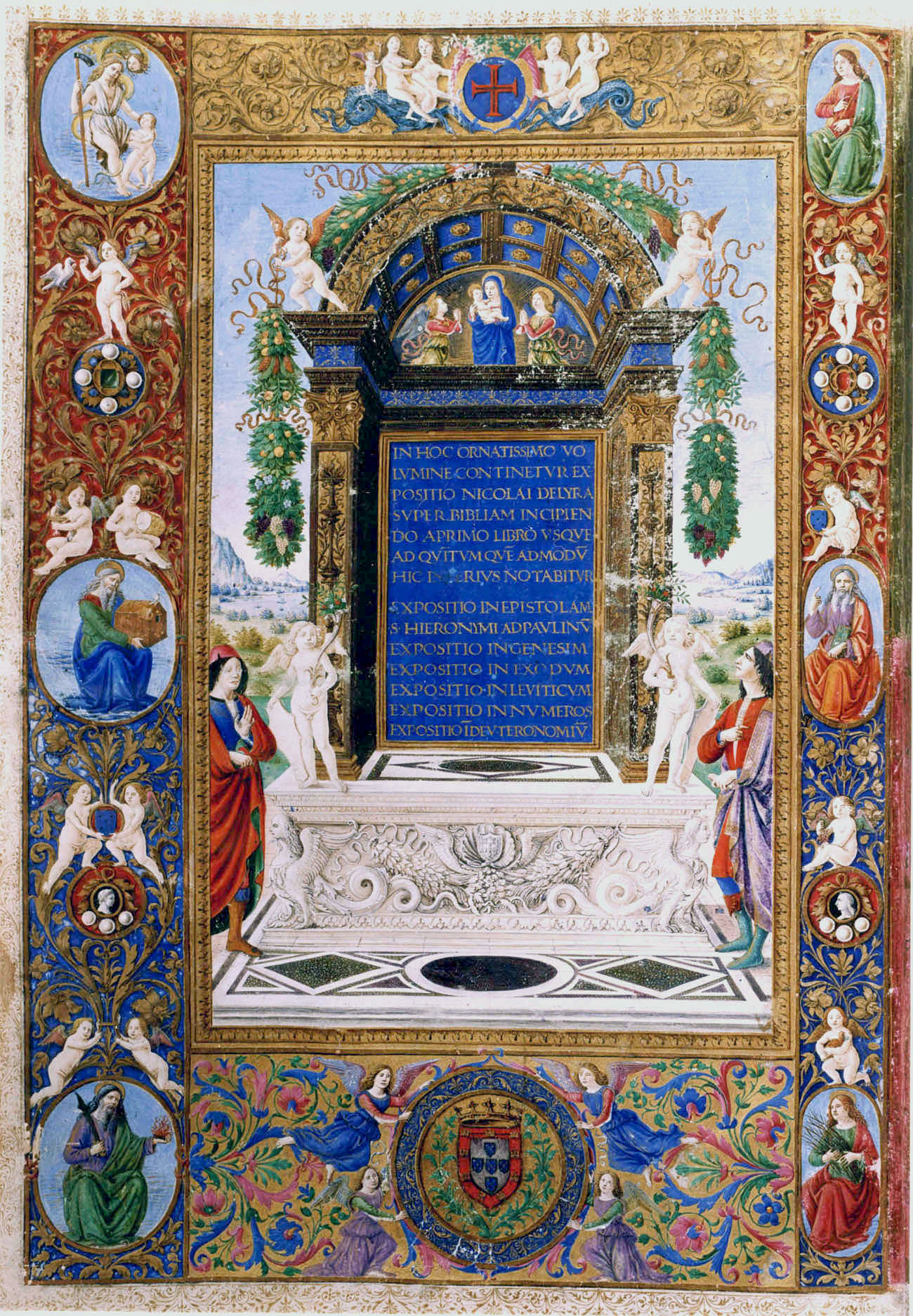
Frontispício do Vol. I
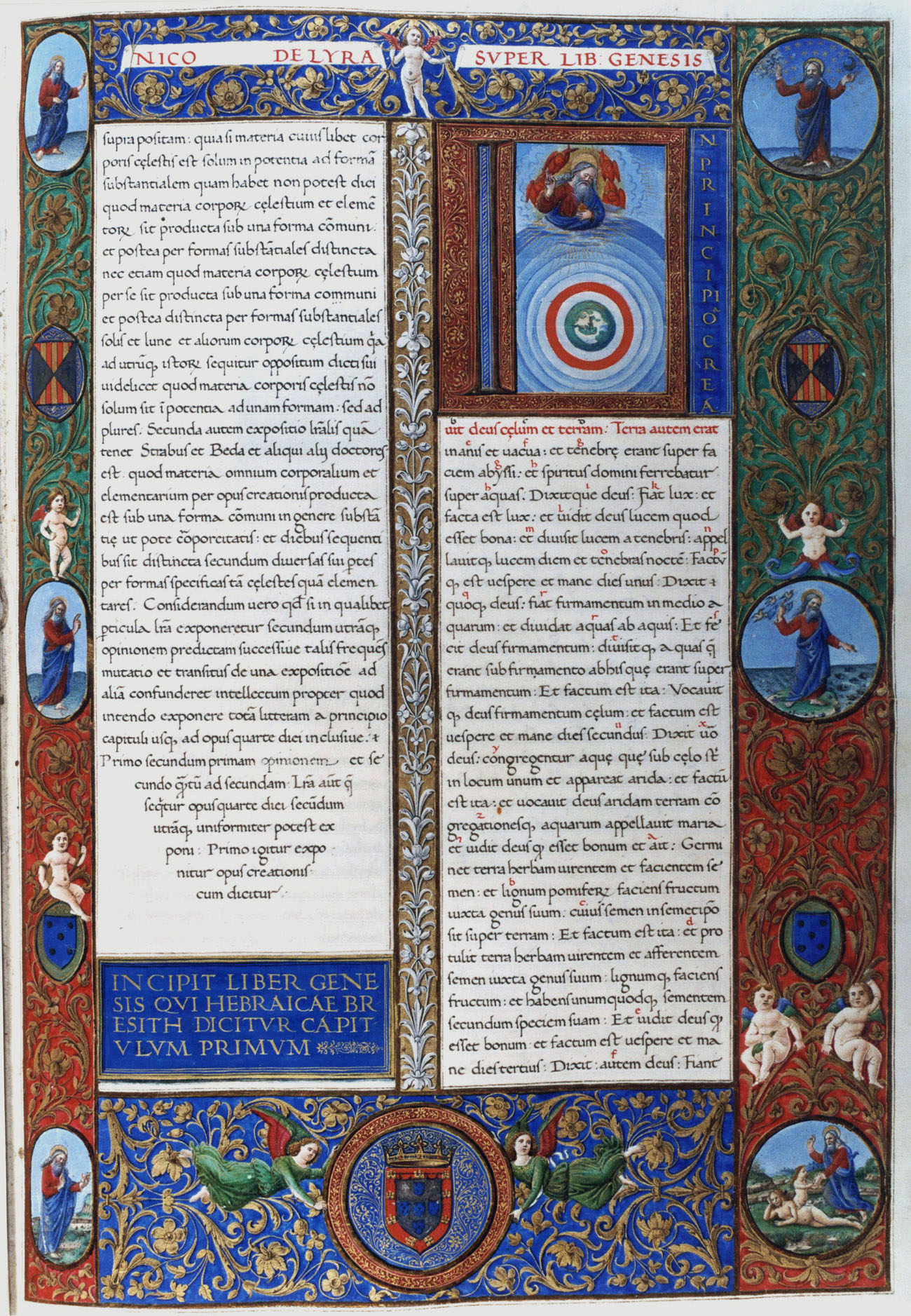
Vol. I - Incipit do Génesis
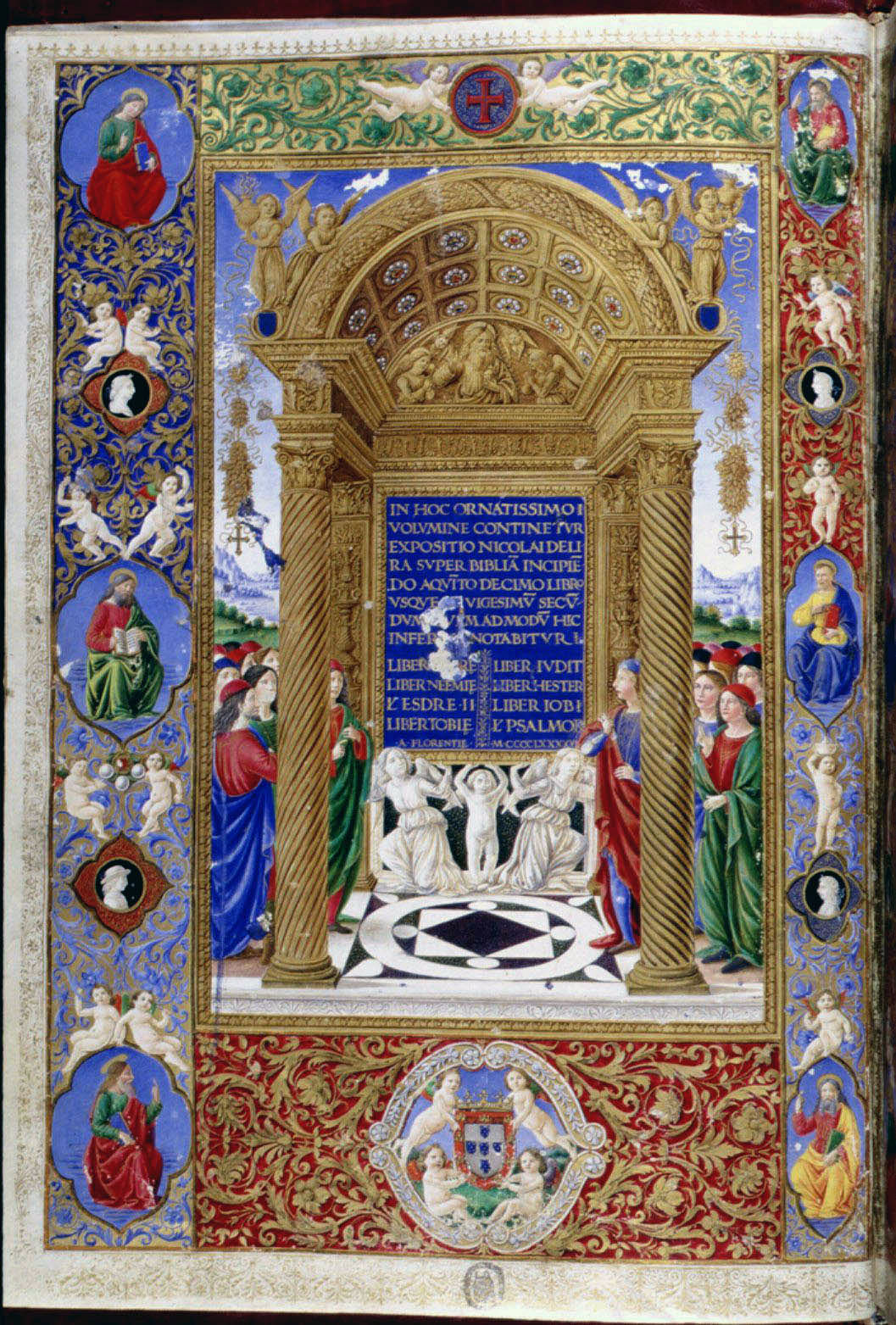
Frontispício do Vol. III
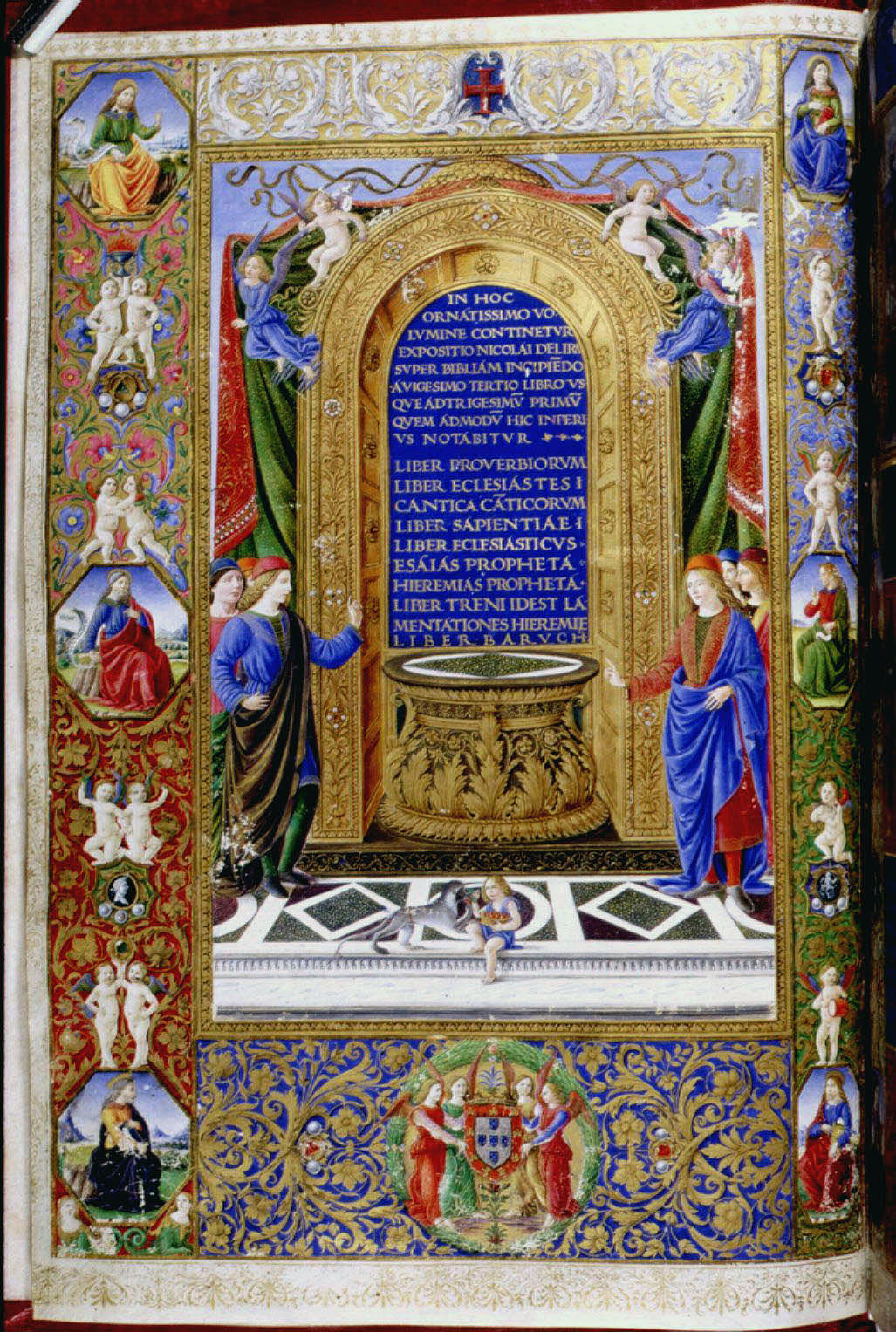
Frontispício do Vol. IV
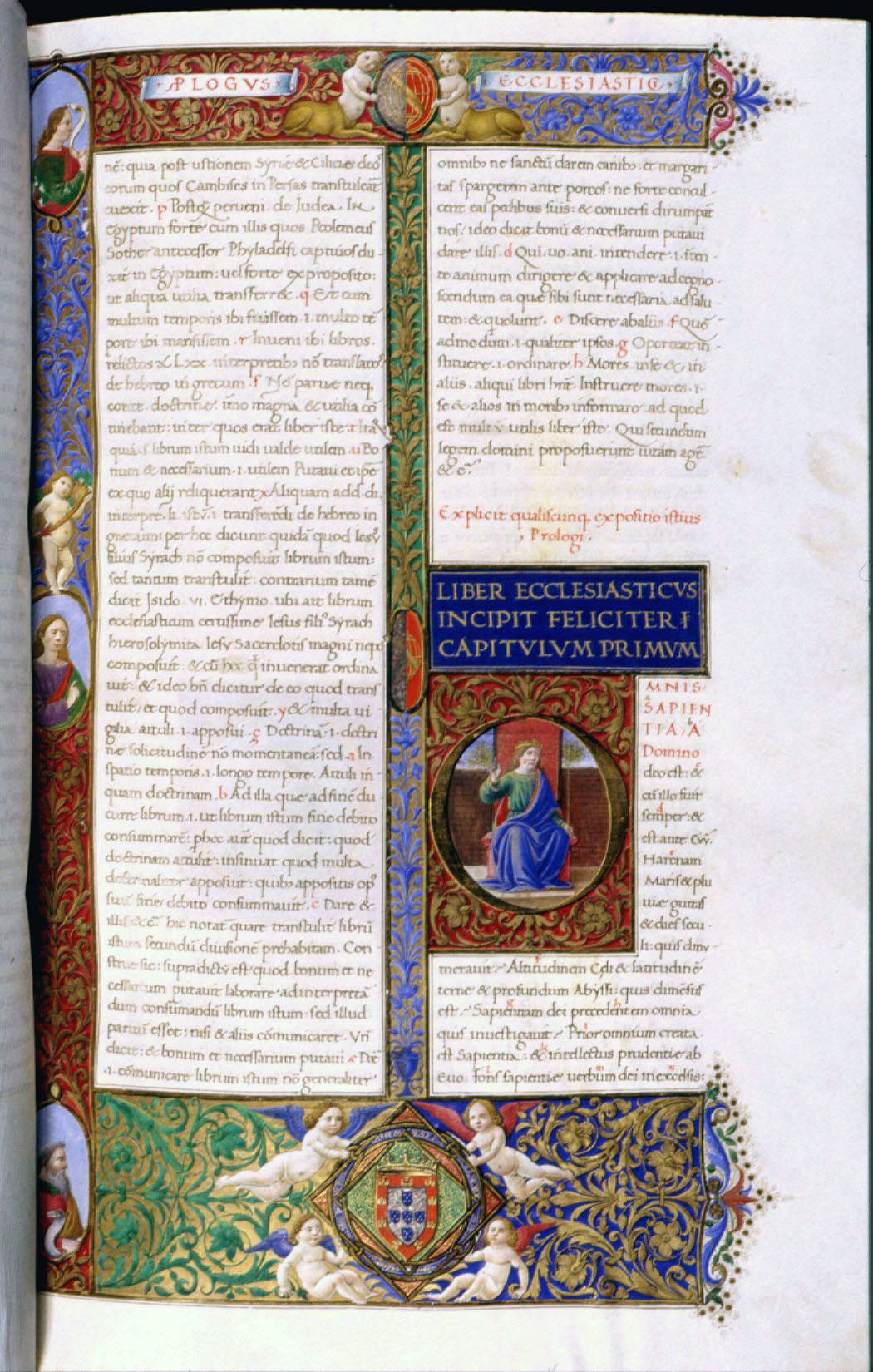
Vol. IV - Incipit do Eclesiastes
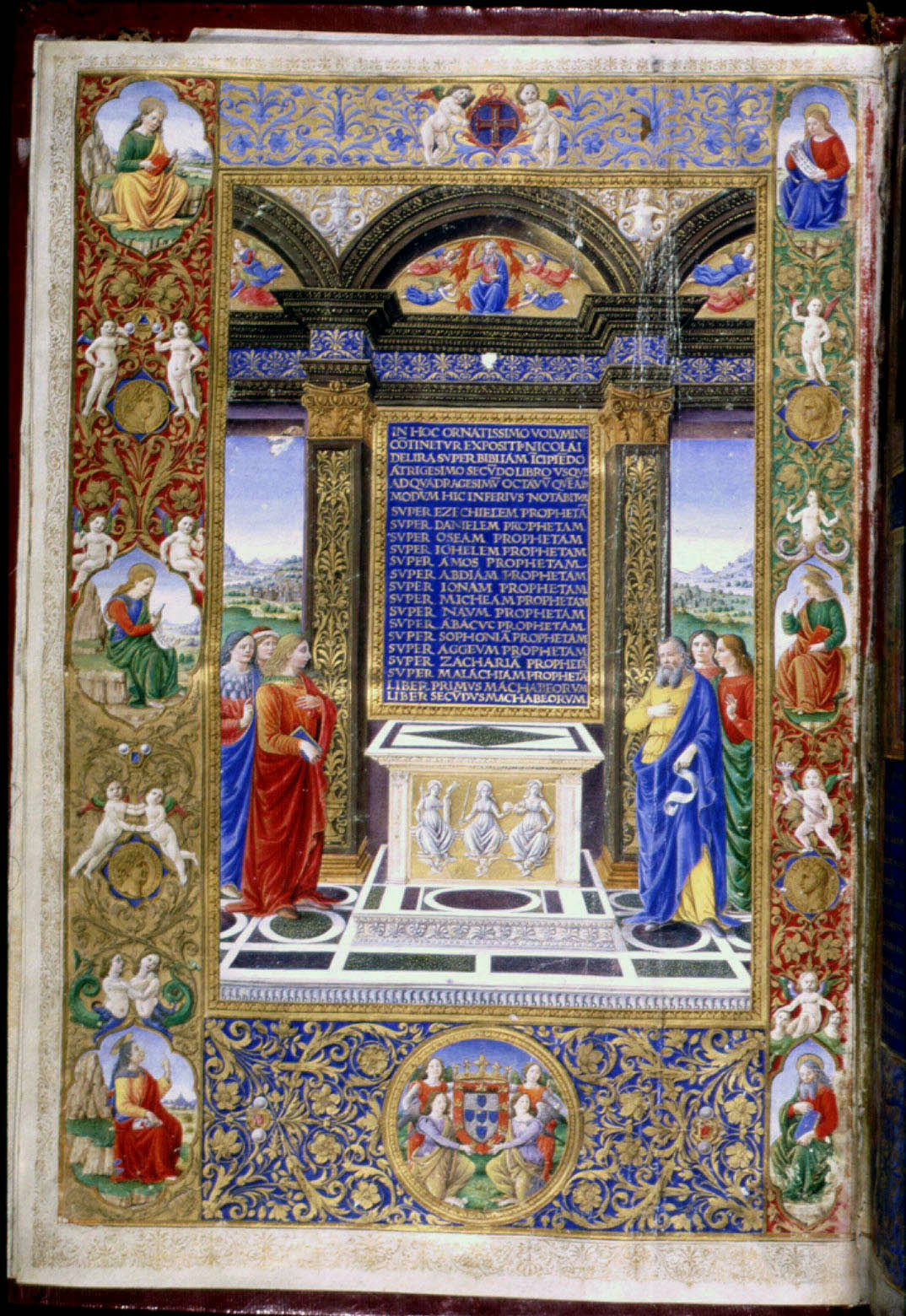
Frontispício do Vol. V
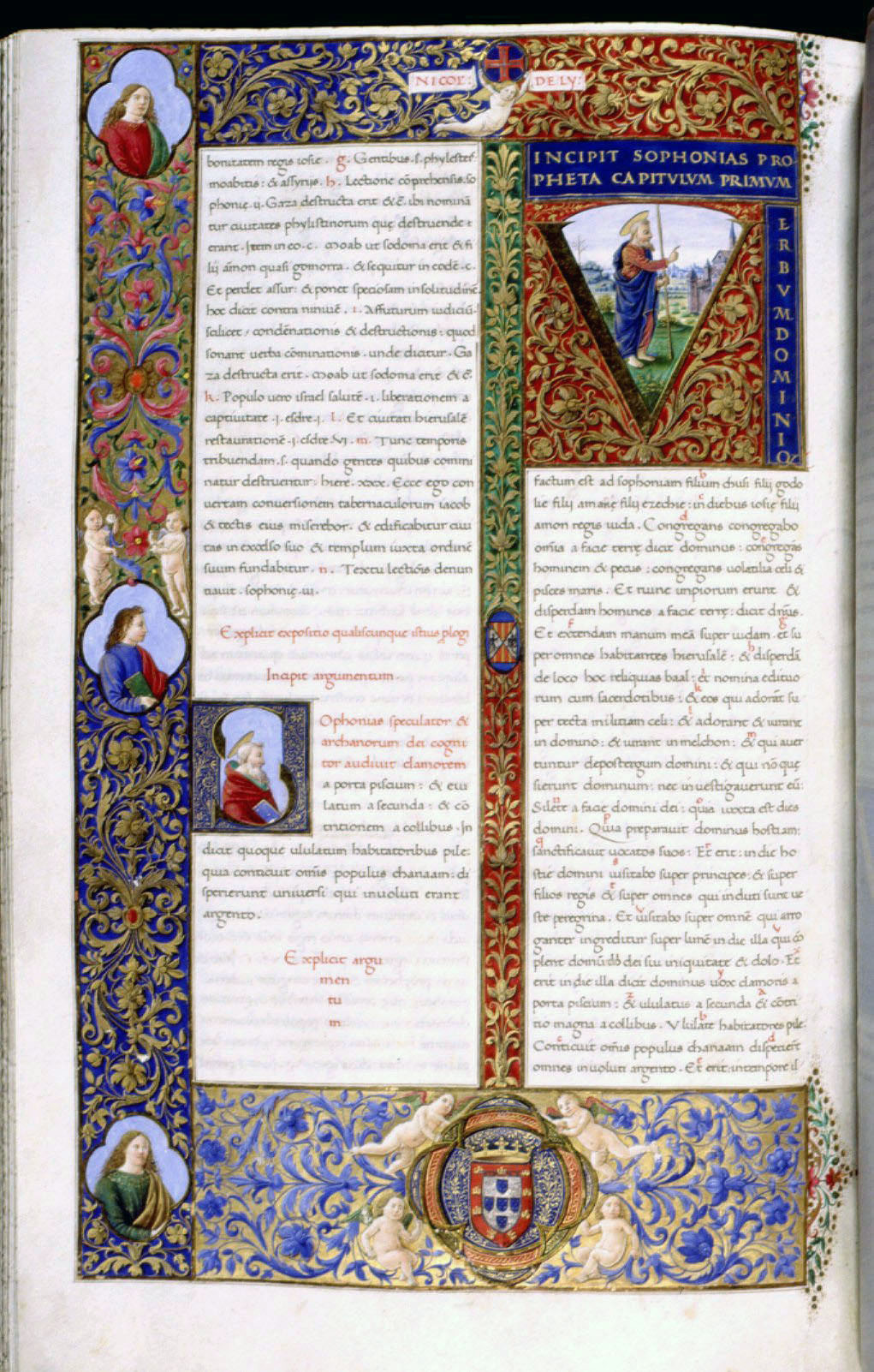
Vol. V - Incipit de Sofonias
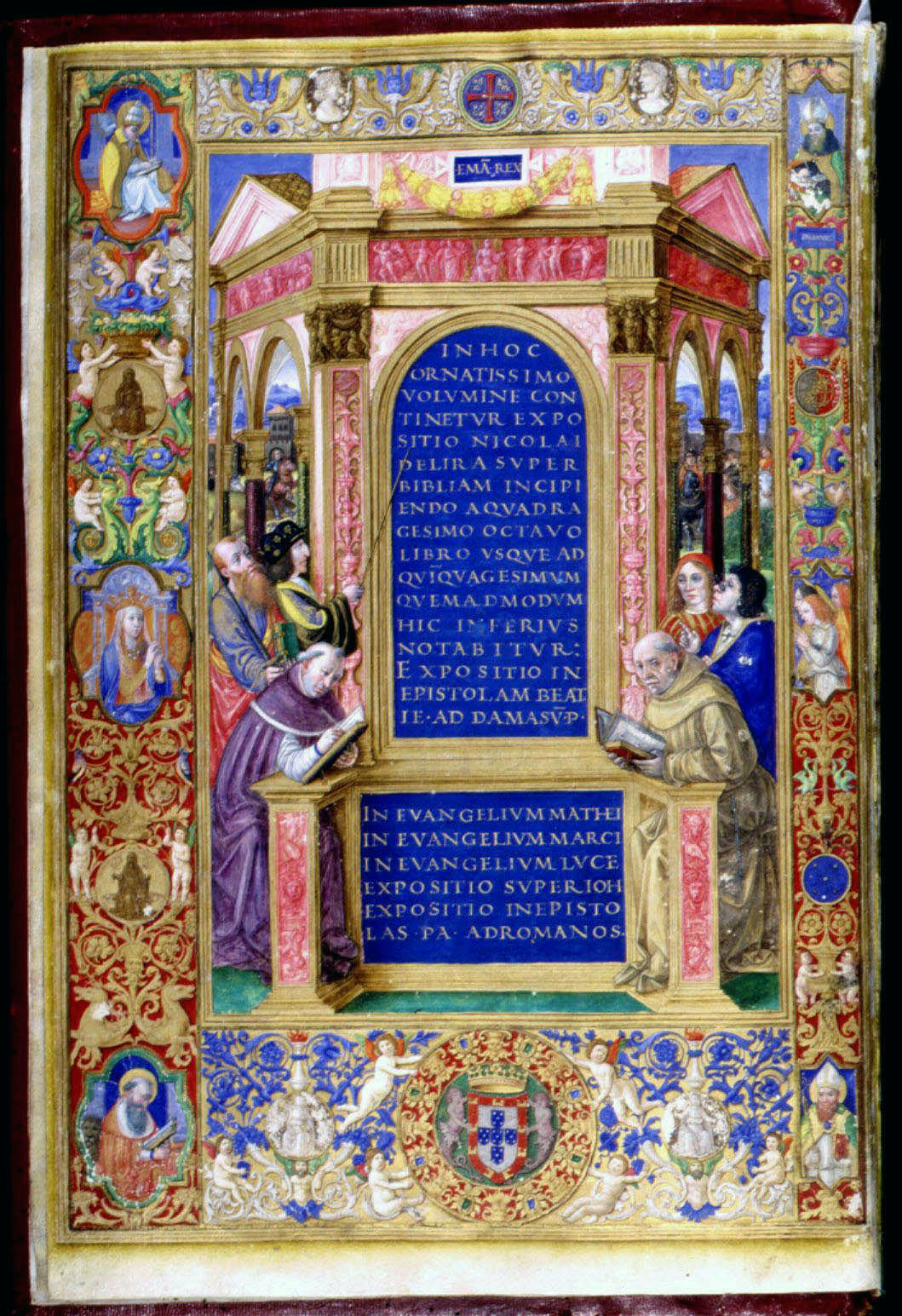
Fronstispício do Vol. VI - o Papa com São Jerónimo
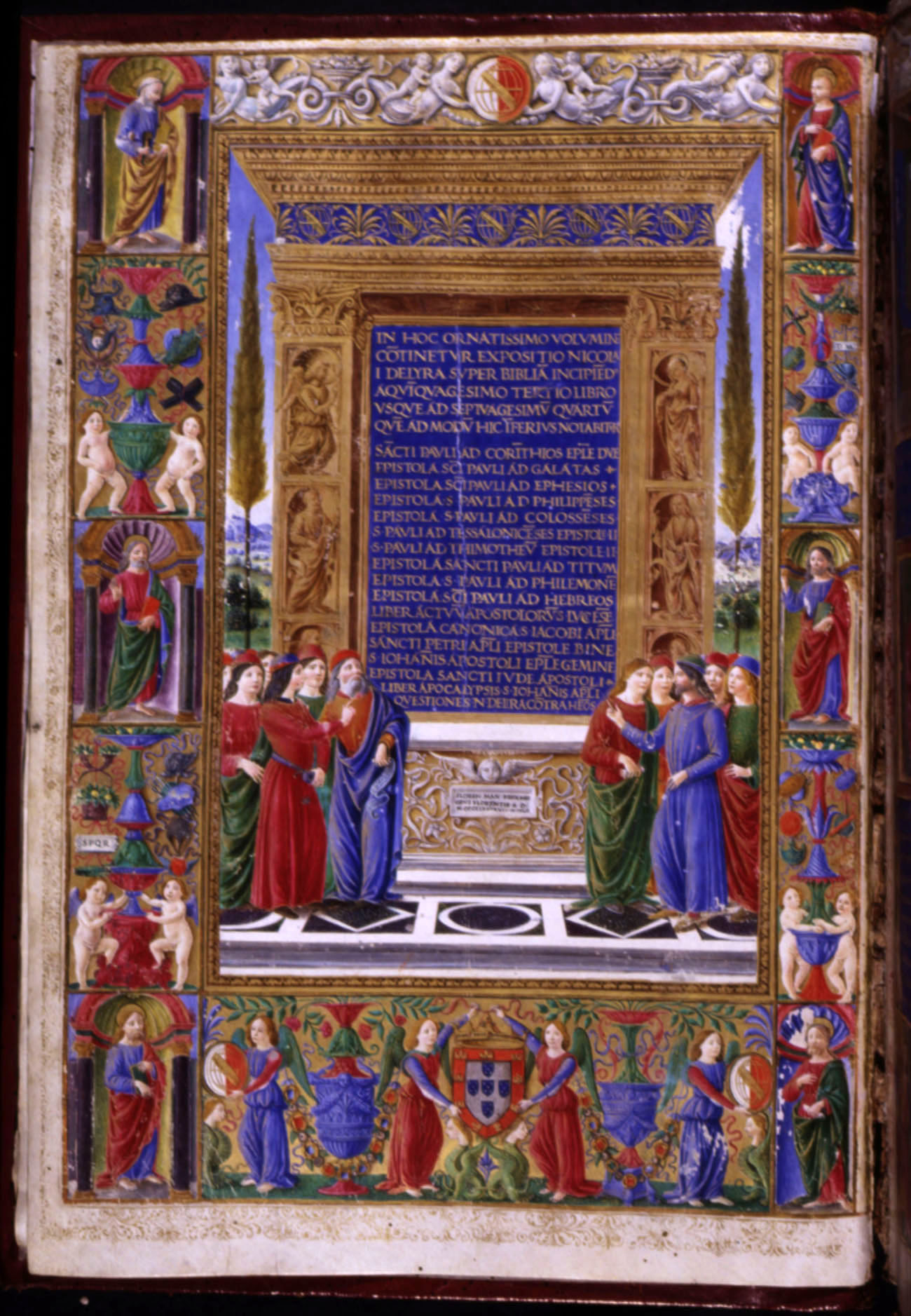
Frontispício do Vol. VII
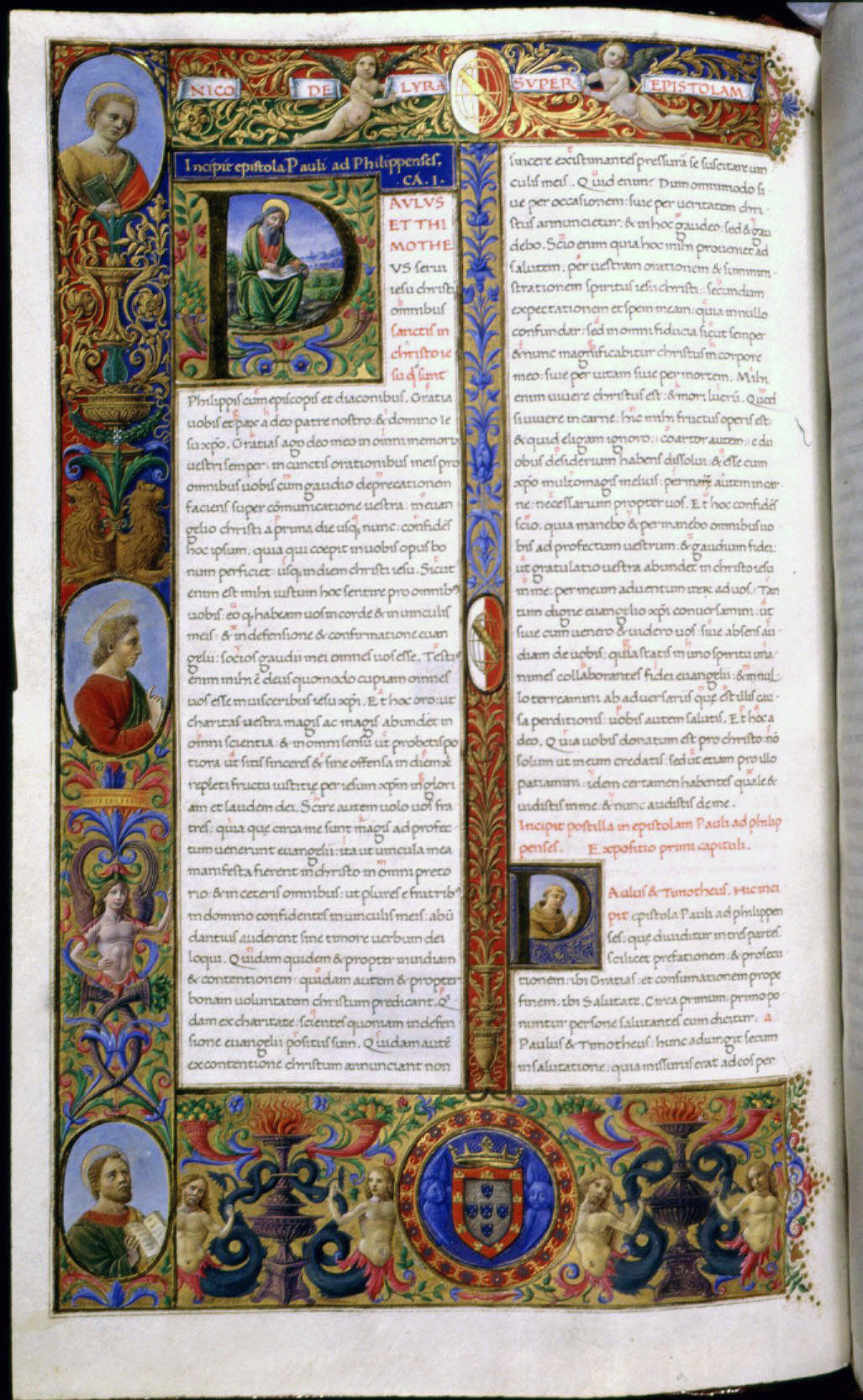
Vol. VII - Incipit da Epístola aos Filipenses